# Schindler (Familienname)
Schindler ist ein deutschsprachiger Familienname.

## Bedeutung
Der Name geht auf den Beruf des Schindlers zurück.

## Namensträger

### A
- Adolf E. Schindler (* 1936), deutscher Gynäkologe
- Albert Schindler (Maler) (1805–1861), österreichischer Maler
- Albert Schindler (Schauspieler) (1858–nach 1902), deutscher Schauspieler
- Albert Schindler (General) (1909–1982), deutscher Generalmajor
- Alexander Julius Schindler (auch Julius Schindler; 1818–1885), österreichischer Politiker und Schriftsteller
- Alexander M. Schindler (1925–2000), US-amerikanischer Rabbiner
- Alfred Schindler (Unternehmer) (1873–1937), Schweizer Fabrikant
- Alfred Schindler (Musiker) (1920–1988), deutscher Musiker und Filmemacher
- Alfred Schindler (Theologe) (1934–2012), Schweizer Theologe, Kirchenhistoriker und Hochschullehrer
- Alfred Schindler (Skilangläufer) (* 1957), Schweizer Skilangläufer
- Alfred N. Schindler (* 1949), Schweizer Wirtschaftsmanager, siehe Schindler Holding
- Alma Margaretha Maria Schindler, Geburtsname von Alma Mahler-Werfel (1879–1964), österreichische Persönlichkeit der Musik-, Kunst- und Literaturszene in der ersten Hälfte des 20. Jahrhunderts
- Alois Schindler (Mediziner) (1859–1930), österreichischer Arzt, Neffe von Gregor Johann Mendel
- Alois Schindler (Fußballspieler) (* 1948), deutscher Fußballspieler und -trainer
- Andrea Schindler (* 1974), deutsche Germanistin
- Andreas Schindler (?–1736), deutscher Hornist
- Anna Schindler (* 1968), Schweizer Geografin, Dozentin und Journalistin
- Anna Margaretha Schindler (1892–1929), österreichische Bildhauerin
- Anton Schindler (1795–1864), österreichischer Musiker und Musikschriftsteller

### B
- Benjamin Schindler (* 1971), Schweizer Rechtswissenschaftler
- Benjamin Schindler (Filmemacher) (* 1982), deutscher Filmemacher
- Bernd Schindler (Politiker), deutscher Gewerkschafter und Politiker, MdV
- Bernd Schindler (Fußballspieler) (* 1961), deutscher Fußballspieler
- Bernhard Schindler (Boxer), deutscher Boxer
- Bernhard Schindler (Journalist) (* 1936), Schweizer Journalist und Autor
- Bernhard Schindler (Galerist) (* 1965), Schweizer Galerist und Kunsthändler
- Bert Schindler (1921–2012), deutscher Journalist und Redakteur
- Bill Schindler (1909–1952), US-amerikanischer Automobilrennfahrer
- Bruno Schindler (1882–1964), deutscher Sinologe
- Bruno Schindler (Architekt) (* 1935), deutscher Architekt

### C
- Carl Schindler (Maler) (1821–1842), österreichischer Maler
- Carl Schindler (Mediziner) (1875–1952), deutscher Mediziner
- Caspar Schindler-Escher (1828–1902), Schweizer Unternehmer und Philanthrop
- Christa Slezak-Schindler (* 1926), deutsche Sprachgestalterin und Sprachtherapeutin
- Christian Schindler, deutscher Ingenieur und Hochschullehrer
- Christina Schindler (* 1962), deutsche Filmregisseurin, Drehbuchautorin und Produzentin
- Christine Schindler (* 1968), deutsche Fotokünstlerin
- Christoph Schindler (Geistlicher) (1596–1669), deutscher Jurist und Geistlicher
- Christoph Schindler (Rektor), deutscher Mönch und Rektor der Fürstenschule Grimma
- Christoph Schindler (Handballspieler) (* 1983), deutscher Handballspieler und -funktionär
- Christopher Schindler (* 1990), deutscher Fußballspieler
- Claudia Schindler (* 1967), deutsche Altphilologin
- Conrad Max Schindler (1929–2016), Schweizer Geologe
- Cornelia Schindler (* 1970), deutsche Schauspielerin
- Cosmus Schindler (1860–1950), Schweizer Textilfabrikant

### D
- David Schindler (Ökonom), deutscher Ökonom und Hochschullehrer
- David W. Schindler (1940–2021), US-amerikanischer/kanadischer Ökologe und Limnologe
- Deborah Schindler, US-amerikanische Filmproduzentin
- Denise Schindler (* 1985), deutsche Radsportlerin
- Dieter Schindler (1941–2019), deutscher Tischtennisspieler
- Dietrich Schindler (Politiker) (1795–1882), Schweizer Staatsmann und Kunstsammler
- Dietrich Schindler senior (1890–1948), Schweizer Staats- und Völkerrechtler
- Dietrich Schindler junior (1924–2018), Schweizer Staats- und Völkerrechtler
- Dietrich Schindler-Huber (1856–1936), Schweizer Industrieller

### E
- Edith Schindler (* 1940), Schweizer Textilentwerferin, Illustratorin, Malerin und Fotografin
- Eleni Schindler-Kaudelka (* 1949), österreichische Archäologin
- Eliezer Schindler (1892–1957), deutschamerikanischer Dichter des Jiddischen
- Elisabeth Schindler (1927–1997), österreichische Politikerin (SPÖ)
- Elisabeth Schindler-Holzapfel (1932–1984), Schweizer Publizistin und Kinderbuchsammlerin
- Emil Schindler (Zoologe) (?–1880), Schweizer Zoologe und Entomologe
- Emil Schindler (Eiskunstläufer) (bl. 1901), deutscher Eiskunstläufer
- Emil Jakob Schindler (1842–1892), österreichischer Maler
- Emilie Schindler (1907–2001), deutsche Unternehmergattin
- Erasmus Schindler (1608–1673), deutscher Unternehmer
- Ernst Schindler (Oberamtmann) (1812–1871), badischer Oberamtmann
- Ernst Schindler (Architekt) (1902–1994), Schweizer Architekt
- Ernst Schindler (Kunstschmied) (1908–1973), deutscher Kunstschmied
- Eva Schindler (1930–1994), deutsche Schriftstellerin
- Eva Schindler-Rainman (1925–1994), US-amerikanische Sozialpädagogin
- Ewald Schindler (Schauspieler, 1883) (1883–1945), deutscher Schauspieler, Regisseur und Theaterleiter
- Ewald Schindler (Schauspieler, 1891) (1891–1948), deutscher Schauspieler, Regisseur, Operndirektor und Schauspiellehrer

### F
- Falk Schindler (* 1978), deutscher Fußballspieler
- Franz Schindler (* 1956), deutscher Rechtsanwalt und Politiker (SPD)
- Franz Schindler (Basketballspieler) (* 1963), deutscher Basketballspieler
- Franz Friedrich Schindler (1854–1937), österreichischer Pflanzenbauwissenschaftler
- Franz Martin Schindler (1847–1922), österreichischer Theologe, Kirchenrechtler und Politiker
- Friedel Schindler (1939–1997), österreichischer Klassischer Philologe
- Friedrich Schindler (Fabrikant) (Fridolin Schindler; 1788–1874), Schweizer Textilfabrikant
- Friedrich von Schindler (1827–1900), württembergischer Oberamtmann
- Friedrich Peter Schindler (1895–1969), österreichischer Industrieller
- Friedrich Wilhelm Schindler (1856–1920), österreichischer Unternehmer und Erfinder
- Friedrich Wilhelm Schindler (Schriftsteller) (1866–1910), deutscher Mundartschriftsteller
- Fritz Schindler (Komponist) (1871–1924), deutscher Komponist
- Fritz Schindler (Flugakrobat) (1891–1930), deutscher Flugakrobat

### G
- Georg Schindler (Erziehungswissenschaftler) (1902–nach 1966), deutscher Erziehungswissenschaftler und Hochschullehrer
- Georg Schindler (Politiker) (1906–1984), deutscher Politiker
- Georg Schindler (Grafiker) (1912–2005), deutscher Maler
- Gerhard Schindler (Meteorologe) (1910–1979), deutscher Meteorologe
- Gerhard Schindler (Komponist) (1921–1965), deutscher Musiker und Komponist
- Gerhard Schindler (* 1952), deutscher Verwaltungsjurist und Nachrichtendienstmitarbeiter
- Gertrud Haemmerli-Schindler (1893–1978), Schweizer Frauenrechtlerin
- Gottfried Schindler (Architekt, 1870) (1870–1950), Schweizer Architekt
- Gottfried Schindler (Architekt, 1904) (1904–1990), Schweizer Architekt

### H
- Hanns Schindler (1889–1951), deutscher Organist, Komponist und Dirigent
- Hans Schindler (Komponist) (1889–1974), deutscher Kapellmeister und Komponist
- Hans Schindler (Industrieller) (1896–1984), Schweizer Industrieller
- Hans Schindler (Maler) (1907–1986), deutscher Maler
- Hans Ninck-Schindler (1893–1985), Schweizer Architekt und Pianist
- Harald Schindler (1953–2020), deutscher Heimatforscher
- Heiner Schindler (* 1961), deutscher Klarinettist und Hochschullehrer
- Heinrich Schindler (Archivar) (1737–1810), deutscher Archivar
- Heinrich Bruno Schindler (1797–1859), deutscher Mediziner
- Hellmuth Schindler (1912–2009), österreichischer Pflanzenphysiologe
- Helmut Schindler (* 1940), deutscher Ethnologe
- Helmuth Schindler (1903–nach 1965), deutscher Komponist
- Herbert Schindler (Biologe) (Arthur Walther Herbert Schindler; 1907–1998), deutscher Biologe, Bakteriologe und Homöopath
- Herbert Schindler (Kunsthistoriker) (1923–2007), deutscher Kunsthistoriker
- Hugo Schindler (1859–1916), deutscher Fabrikant und Erfinder

### J
- Jake Schindler (* 1989), US-amerikanischer Pokerspieler
- Jeffrey Schindler (* 1957), US-amerikanischer Cembalist und Dirigent
- Jerzy Schindler (1923–1992), polnischer Skirennläufer
- Joachim Schindler (* 1954), deutscher Politiker (SPD)
- Jochem Schindler (1944–1994), österreichischer Indogermanist
- Johann Schindler (Bildhauer) (1822–1893), österreichischer Bildhauer
- Johann Baptist Schindler (1802–1890), österreichischer Politiker und Theologe
- Johann Josef Schindler (1777–1836), österreichischer Maler und Grafiker
- Johann Michael von Schindler (1668–1740), kursächsischer Wirklicher Geheimer Rat, Generalmajor, Herr auf Rüdigsdorf und Neuhof
- Johann Sigismund Friedrich Schindler (1758–1841), deutscher Pfarrer und Übersetzer
- Johanna Schindler (* 1994), österreichische Handballspielerin
- John R. Schindler, US-amerikanischer Sicherheitsberater und Geheimdienstler
- Jörg Schindler (* 1968), deutscher Journalist
- Josef Schindler (Mediziner) (1814–1890), deutscher Balneologe
- Josef Schindler (Kirchenhistoriker) (1835–1911), österreichischer Kirchenhistoriker und Hochschullehrer
- Josef Schindler (Moraltheologe) (1854–1900), österreichischer Moraltheologe und Hochschullehrer
- Julius Schindler (Unternehmer) (1878–1941), deutscher Ölunternehmer
- Jürgen-Peter Schindler (1937–1997), deutscher Musikwissenschaftler

### K
- Karl Schindler (Politiker, I), böhmischer Politiker, Mitglied des Österreichischen Abgeordnetenhauses
- Karl Schindler (Politiker, 1850) (1850–1912), deutscher Handwerker und Politiker, MdL Württemberg
- Karl Schindler (Missionar) (Karl G. Schindler; 1852–1922), deutscher Theologe und Missionar
- Karl Schindler (Physiker) (1931–2023), deutscher Astrophysiker
- Kaspar Schindler (1828–1902), Schweizer Unternehmer und Philanthrop, siehe Caspar Schindler-Escher
- Kaspar Schindler (Politiker) (auch Caspar Schindler; 1832–1898), Schweizer Politiker (Demokratische Linke)
- Karl Johannes Schindler (1949–2015), deutscher Komponist und Musikproduzent
- Kevin Schindler (* 1988), deutscher Fußballspieler
- Kingsley Schindler (* 1993), deutsch-ghanaischer Fußballspieler
- Klaus Schindler (Schauspieler) (* 1953), deutscher Schauspieler
- Klaus Schindler (Komponist) (* 1956), deutscher Gitarrist und Komponist
- Kurt Schindler (Dirigent) (1882–1935), deutsch-US-amerikanischer Dirigent und Komponist
- Kurt Schindler (Fotograf) (1899–1994), deutscher Buchdrucker und Fotograf
- Kurt Schindler (Radsportler) (1905–?), deutscher Radrennfahrer

### L
- Leonardo Schindler (* 1968), argentinischer evangelischer Theologe, Kirchenpräsident der Evangelischen Kirche am La Plata
- Leopold Schindler (* 1950), deutscher Chorleiter und Musikpädagoge
- Ludwig Schindler (Heimatforscher) (* 1929), deutscher Heimatforscher und Heimatpfleger
- Ludwig Schindler (* 1949), deutscher Psychologe, Psychotherapeut und Hochschullehrer

### M
- Manfred Schindler (1935–2016), deutscher Spielzeugdesigner
- Margot Schindler (* 1952), österreichische Volkskundlerin
- Markus Schindler (* 1989), deutscher Kameramann und Filmregisseur
- Martin Schindler (* 1996), deutscher Dartspieler
- Matthias Schindler (Manager) (* 1956), deutscher Manager, Geschäftsführer des Zeitungsverlag Neues Deutschland
- Matthias Schindler (Radsportler) (* 1982), deutscher Radsportler im Paracycling
- Max Schindler (1880–1963), deutscher Offizier
- Meret Schindler (* 1986), Schweizer Politikerin (SP)
- Michael Schindler (* 1978), deutscher Virologe
- Michael Schindler (* 1988), deutscher Rapper, bekannt unter dem Künstlernamen Shindy
- Monika Schindler (* 1938), deutsche Filmeditorin

### N
- Nina Schindler (* 1946), deutsche Schriftstellerin und Übersetzerin
- Norbert Schindler (Stadtplaner) (1918–2003), deutscher Gärtner und Stadtplaner
- Norbert Schindler (* 1949), deutscher Politiker (CDU)

### O
- Olaf Schindler (* 1969), deutscher Basketballspieler
- Oskar Schindler (1908–1974), sudetendeutscher Industrieller
- Oskar Schindler (Phonologe) (1936–2020), italienischer Phonologe und Audiologe
- Osmar Schindler (1867–1927), deutscher Maler
- Othmar Schindler (1918–1976), Schweizer Chemiker und Hochschullehrer
- Otto Schindler (Agrarwissenschaftler) (1871–1936), deutscher Gartenbau-Lehrer
- Otto Schindler (Gitarrist) (1904–1985), Gitarrist
- Otto Schindler (Ichthyologe) (1906–1959), deutscher Biologe und Fischkundler
- Otto Schindler (Grafiker) (1914–2004), deutscher Grafiker und Wagenbauer im Kölner Rosenmontagszug
- Otto Schindler (Kanute), österreichischer Kanute (Olympionike)
- Otto Schindler (Fotograf) (* 1958), deutscher Fotograf und Fotokünstler

### P
- Paul Schindler (Theologe) (Paul Gottfried Schindler von Goldau; 1838–1908), Schweizer Benediktiner, Theologe und Pädagoge
- Paul Schindler (Maler) (1891–1973), deutscher Maler und Grafiker
- Paul Schindler (Chemiker) (Paul Walter Schindler; * 1927), Schweizer Chemiker und Hochschullehrer
- Paula Schindler (* 2001), Schweizer Schauspielerin und Musikerin
- Pesach Schindler (1931–2017), israelischer Rabbiner
- Peter Schindler (Pfarrer) (1892–1967), dänischer Pfarrer und Schriftsteller
- Peter Schindler (Journalist) (1930–2005), Schweizer Journalist und Politiker (FDP)
- Peter Schindler (Radsportler) (* 1937), deutscher Radrennfahrer
- Peter Schindler (Politikwissenschaftler) (* 1938), deutscher Politikwissenschaftler
- Peter Schindler (Produzent), Filmproduzent
- Peter Schindler (Rennfahrer), österreichisch-schweizerischer Autorennfahrer
- Peter Schindler (Musiker) (* 1960), deutscher Musiker, Komponist und Produzent
- Philipp Schindler (* um 1971), deutscher Industriemanager

### R
- Rafael Ibarguren Schindler (* 1952), argentinischer Ordenspriester, Administrator von San Miguel de Sucumbíos
- Ralph Norwid Schindler (1931–2024), deutscher Hochschullehrer für Physikalische Chemie
- Raoul Schindler (1923–2014), österreichischer Psychotherapeut
- Regine Schindler (1935–2013), Schweizer Germanistin und Schriftstellerin
- Reinhard Schindler (1912–2001), deutscher Archäologe und Museumsdirektor
- Ria Schindler (* 1953), deutsche Schauspielerin
- Richard Schindler (Mediziner) (* 1927), Schweizer Pathologe und Hochschullehrer
- Richard Schindler (Künstler) (* 1949), deutscher Künstler
- Robert Schindler (Jurist) (1845–1909), österreichischer Jurist und Herausgeber
- Robert Schindler (1850–1920), Schweizer Unternehmer, Gründer von Schindler Aufzüge
- Robert Schindler (Verwaltungsbeamter) (1862–1921), österreichischer Verwaltungsbeamter
- Roland Schindler-Hodel (1953–2017), deutscher Kanusportler
- Rolf Schindler (* 1953), deutscher Maler und Grafiker
- Ronny Schindler (* 1977), deutscher DJ, Musikjournalist und Produzent
- Rotraud Schindler (* 1940), deutsche Schauspielerin
- Rudolf Schindler (Mediziner) (1888–1968), deutscher Gastroenterologe
- Rudolf Schindler (Maler) (1914–2015), Schweizer Maler, Grafiker und Bildhauer
- Rudolf Schindler (Politiker) (1917–1990), deutscher Politiker (NDPD)
- Rudolf Schindler (Musiker) (1923–2010), deutscher Chorleiter und Musikpädagoge
- Rudolf Schindler (Terrorist) (* 1942), deutscher Terrorist der Revolutionären Zellen
- Rudolph Michael Schindler (1887–1953), US-amerikanischer Architekt

### S
- Sabine Schindler (* 1961), deutsche Astrophysikerin
- Samuel Schindler (1762–1830), Schweizer Textilfabrikant
- Sarah Schindler (* 1981), deutsche Sängerin und Schauspielerin
- Sebastian Schindler (* 1996), deutscher Schauspieler und Moderator
- Sepp Schindler (1922–2012), österreichischer Psychoanalytiker
- Severin Schindler (1671–1737), deutscher Unternehmer und Politiker
- Sibylle Schindler (* 1942), deutsche Schauspielerin
- Sigram Schindler (1936–2025), deutscher Informatiker und Unternehmer
- Silke Schindler (* 1962), deutsche Politikerin (SPD), MdL
- Solomon Schindler (1842–1915), deutsch-amerikanischer Rabbiner und Autor

### T
- Theodor Schindler (Politiker) (1818–1885), österreichischer Gutsbesitzer und Politiker
- Theodor Schindler (1870–1950), deutscher Maler und Zeichenlehrer
- Theodor Heinrich Schindler (1858–?), Philologe und Abgeordneter des Provinziallandtages der Provinz Hessen-Nassau
- Theresia Schindler (1829–?), zweite Schwester von Gregor Johann Mendel
- Thomas Schindler (* 1977), deutscher Kulturwissenschaftler, Archivar und Kurator
- Til Schindler (* 1993), deutscher Schauspieler

### U
- Udo Schindler (* 1952), deutscher Musiker und Architekt

### V
- Valentin Schindler (1543–1604), deutscher Philologe und Orientalist
- Vinzenz Karl Schindler (1878–1932), österreichischer Archivar und Historiker
- Volker Schindler (1949–2022), deutscher Verkehrswissenschaftler

### W
- Walter Schindler (Psychotherapeut) (1896–1986), britischer Psychoanalytiker deutscher Abstammung
- Walter Schindler (Musiker) (1909–2008), deutscher Organist und Kirchenkomponist
- Walter Schindler (Architekt) (1933–2005), Schweizer Architekt
- Walter Schindler (Philosoph) (* 1938), deutscher Philosoph und Autor
- Walther Schindler (1900–1989), österreichischer Orthopäde und Badearzt
- Werner Schindler (Soziologe) (1902–1979), deutscher Soziologe
- Werner Schindler (Architekt) (1905–1986), Schweizer Architekt
- Werner Schindler (Kunsthändler) (1929–1990), Schweizer Kunsthändler
- Wilhelm Schindler (Politiker) (1829–1898), Schweizer Politiker (FL)
- Wilhelm Schindler (Konstrukteur) (1872–1939), österreichischer Eisenbahnkonstrukteur
- Wilhelm Schindler (Maler) (1885–1966), deutscher Maler
- Wilhelm Schindler (Manager) (1921–2011), deutscher Handelsmanager und Politiker
- William Schindler (1909–1952), US-amerikanischer Autorennfahrer
- Wolfgang Schindler (Theologe) († 1538), deutscher Theologe und Hochschullehrer
- Wolfgang Schindler (1929–1991), deutscher Klassischer Archäologe
- Wolfgang Schindler (Tierschützer) (1945–2013), deutscher Jurist und Tierschützer